# Santa Cruz de Macos
Santa Cruz de Macos är en ort i Mexiko.   Den ligger i kommunen Santiago Papasquiaro och delstaten Durango, i den centrala delen av landet, 900 km nordväst om huvudstaden Mexico City. Santa Cruz de Macos ligger 700 meter över havet och antalet invånare är 113.
Terrängen runt Santa Cruz de Macos är bergig åt sydost, men åt nordväst är den kuperad. Santa Cruz de Macos ligger nere i en dal. Runt Santa Cruz de Macos är det mycket glesbefolkat, med 5 invånare per kvadratkilometer. Närmaste större samhälle är San Pedro de Azafranes, 17,5 km sydost om Santa Cruz de Macos. I omgivningarna runt Santa Cruz de Macos växer huvudsakligen savannskog.